# Дворец Вилейшисов
Дворе́ц Виле́йшисов (дом Вилейшиса, лит. Vileišio rūmai) (Vileišių rūmai) — ансамбль дворца литовского инженера, предпринимателя и общественного деятеля Пятраса Вилейшиса на Антоколе, ныне Институт литовской литературы и фольклора (Antakalnio g. 6) с необарочными формами; памятник истории и архитектуры начала XX века, построенный в 1904—1906 годах по проекту виленского архитектора немецкого происхождения, представителя историзма Августа Клейна.

## История
Комплекс построен на средства Пятраса Вилейшиса и под его наблюдением для своей семьи, при этом с возможностью проведения различного рода культурных и общественных мероприятий. Вилейшис с семьёй проживал здесь до начала Первой мировой войны.
В доме при улице располагалась типография (в подвале) и редакция и администрация (на первом этаже) газеты «Вильняус жинёс» („Vilniaus žinios“). Верхний этаж сдавался жильцам. Здесь жили литовский скульптор Рафал Яхимович (Раполас Якимавичюс), польский философ профессор Владислав Татаркевич. На втором этаже жилого здания у улицы в 1907 году состоялась первая литовская художественная выставка. Её организовали художники Антанас Жмуйдзинавичюс, Микалоюс Константинас Чюрлёнис и скульптор Пятрас Римша. На церемонии открытия 9 января 1907 года речь сказал Йонас Басанавичюс. На выставке впервые экспонировались картины Чюрлёниса.
Во время отъездов Вилейшисов и позднее, после смерти Пятраса Вилейшиса (1926), за дворцом присматривала унаследовавшая его дочь инженера Эляна Вилейшите-Яловяцкене (Elena Vileišytė-Jaloveckienė). В 1931 году она переехала в Варшаву и ансамбль продала литовскому просветительному обществу «Ритас» (Rytas, «Утро»). В 1932 году во дворце обосновалось также Литовское научное общество (Lietuvių mokslo draugija) со своей библиотекой, архивом, музеем. Несколько недель в этом здании жил Йонас Басанавичюс, председатель Литовского научного общества. В 1938 году польскими властями Литовское научное общество было закрыто.
С 1941 года ансамбль перешёл в ведение Академии наук Литовской ССР, которая разместила здесь Институт литовской литературы и Институт литовского языка, с основанным в 1947 году Литературным музеем АН Литовской ССР, и Институт истории (в здании у улицы), с 1952 года Институт литовского языка и литературы. Позднее Институт истории был переведён в здание на улицу Косцюшкос, 30, затем во вновь сооружённое здание на улице Кражю. Институт литовского языка и литературы был реорганизован в два учреждения и в настоящее время в ансамбле бывшего дворца Вилейшиса располагается Институт литовской литературы и фольклора.

## Архитектура зданий
Ансамбль располагается на Антоколе неподалёку от костёла Святых Петра и Павла. Он сооружён на искусственной террасе у реки Вилии (Нерис). Ансамбль составляют главный дворец в глубине участка общей площадью около 0,46 га, жилого дома при улице и вспомогательного хозяйственного здания и ограды с воротами. Юго-восточный угол террасы укрепляет стенка с балюстрадой, в западной части сооружена круглая обзорная площадка. Участок обсажен декоративными деревьями и кустами.
Столбы главных больших ворот украшены декоративными фонарями, по обеим сторонам от них и у жилого дома имеются трое ворот меньшего размера. Основную часть ограды составляет металлическая решётка с характерной для барокко орнаментикой между кирпичными оштукатуренными столбами, другая часть — стена и столбы из нештукатуреных жёлтых кирпичей.
Здания относят к числу первых, построенных в Вильнюсе с применением новых по тем временам и ещё редких материалов — бетона, цемента, железобетонных перекрытий. По свидетельствам очевидцев строительства, известь разводилась не водой, а молоком. Вместо традиционных кирпичных дымоходов смонтированы медные нержавеющие трубы. Камень для фундамента по заказу вытесан в Финляндии. Все три здания были оборудованы электричеством, водопроводом и канализацией с биологическим фильтром.
Доминанта ансамбля — главный двухэтажный дворец с полуподвальным этажом, бывшая резиденция семьи Вилейшиса. Дворец квадратный в плане с железобетонными перекрытиями. Крыша с мансардой и четырьмя куполами, крытыми свинцовыми плитами формы рыбьей чешуи. Между куполами располагаются декоративные металлические трубы. Главный и дворовый фасады оштукатурены; в центре имеют мало выступающие ризалиты, оформленные пилястрами с композитными капителями и акцентированные портиками с балконами. Вход подчёркнут пышными сенями и лестницей по обеим сторонам, террасой, огороженной полукруглой балюстрадой. Западный фасад отмечен портиком с двумя колоннами — чёрным входом для слуг. В архитектурном облике доминируют формы, имитирующие барокко, и отчасти модерна.
Жилой трёхэтажный дом при улице построен из кирпича, с железобетонными перекрытиями, в необарочном стиле; кровля жестяная. Помещения на трёх этажах коридорной системы расположены асимметрично. Главный пышный вход с улицы (ныне вход через бывшую служебную дверь со двора). Здание включено в список памятников истории республиканского значения.
Хозяйственное здание с чертами модерна построено из жёлтого кирпича, в декоре использовано дерево. Основная часть двухэтажная, пристройка в один этаж. Во времена Вилейшиса здесь располагались жилища сторожа и кучера, а также конюшня, в которой стоял фаэтон. Над конюшней действовала переплётная мастерская. Ныне в здании размещаются служебные помещения, склады и хранилища Института литовской литературы и фольклора.

## Интерьер
Главное здание делится капитальными стенами на три части. Планы двух этажей аналогичны. Из коридора двери ведут в комнаты одинаковых размеров — бывшие кабинет хозяина и приёмную. Из небольшого вестибюля репрезентативная лестница справа ведёт на второй этаж. Рядом с вестибюлем расположены два салона, столовая и помещение для сервировки. Кухня находилась в полуподвале. Верхний этаж предназначался для отдыха.
В интерьере жилого дома преобладает декор с мотивами неоклассицизма. Большой светильник в вестибюле — подарок рабочих фабрики Вилейшиса «Вилия»; как и две подставки для цветов в том же стиле, он изготовлен из стали и железа в 1907—1910 годах.
Интерьер отличается декоративностью и характеризуется сочетанием элементов, присущих модерну и историзму. Перила лестниц необарочных форм.
Из оборудованных при строительстве дворца 28 богато декорированных печей сохранилось тринадцать печей различных типов с рельефными изразцами в стиле неоренессанса, неорококо, классицизма, с картушами и со скульптурными бюстами. Изразцы для печей привезены из Голландии. Наибольшую ценность представляет собой «зелёный камин», украшавший будуар Эляны Вилейшене, жены Пятраса Вилейшиса. Печь в бывшей столовой в неоренессансном стиле. Печь в гостиной с орнаментикой в стиле неорококо, украшенная изогнутыми карнизами, рельефными скульптурами и изразцами пастельных тонов.
Во дворце хранятся портреты, бюсты, барельефы литовских писателей и деятелей литовской культуры, произведения декоративно-прикладного искусства, принадлежавшие Литовскому научному обществу.